# Nothocercus nigrocapillus
El tinamú cabecinegro,, yuto de cabeza negra, tinamú encapuchado o chócora de cabeza negra (Nothocercus nigrocapillus) es una especie de ave que se encuentra en los bosques de Bolivia y Perú.
Pertenecen a la familia Tinamidae, que están relacionados con las ratites, pero a diferencia de estas, los tinamues vuelan, aunque en general, no son muy buenas voladoras. Las ratites evolucionaron desde aves voladoras, y los tinamues son los parientes más cercano de estas aves.

## Descripción
Es de color marrón en la parte superior y con manchas de color negro. Es pálido por debajo con barras oscuras, vientre pálido con manchas, y alcanza los 13 cm de promedio.

## Hábitat y Distribución
Esta especie tiene dos subespecies.:
- N. nigrocapillus cadwaladeri aparece en el noroeste de los Andes peruanos.
- N. nigrocapillus nigrocapillus se reproduce en el centro de Perú y Bolivia.

El tinamú encapuchado se encuentra en el bosque húmedo de montaña  hasta los 1.500 m de altitud.

## Comportamiento
Como otros tinamues, se alimenta de frutos caídos a tierra o de arbustos bajos. También incluyen pequeñas cantidades de invertebrados, capullos de flores, hojas tiernas, semillas y raíces. El macho incuba los huevos que pueden provenir de hasta 4 hembras diferentes y, a continuación los criará hasta que estén listos para ser independientes, lo que normalmente supone 2-3 semanas. El nido se encuentra en el suelo entre arbustos densos o raíces.